# Soyuz MS-07
Soyuz MS-07 foi uma missão de uma nave Soyuz à Estação Espacial Internacional e a 136ª missão do programa russo Soyuz iniciado em 1967. Ela transportou  três astronautas, um russo, um japonês e um norte-americano, que se integraram à tripulação residente levada no voo anterior, Soyuz MS-06, completando a Expedição 54 na estação. Durante a estadia em órbita os tripulantes também integraram a Expedição 55. O lançamento da espaçonave ocorreu em 17 de dezembro de 2017. A nave permaneceu acoplada à estação servindo como veículo de escape de emergência e retornou à Terra em 3 de junho de 2018.

## Tripulação
| Posição             | Cosmo/Astronauta |
| ------------------- | ---------------- |
| Comandante          | Anton Shkaplerov |
| Engenheiro de voo 1 | Scott Tingle     |
| Engenheiro de voo 2 | Norishige Kanai  |

## Insígnia
A insígnia da missão, criada por Luc van den Abeelen, é desenhada na forma de uma esfera armilar, um instrumento secular que supostamente representa os Céus. A espaçonave é mostrada voando alto sobre a Terra no centro dele, simbolizando a contínua presença humana em órbita. Ao fundo, a Lua representa a aspiração futura das atividades humanas no espaço. A constelação de Capricórnio aparece no topo do desenho com três estrelas maiores representando os três tripulantes; as outras cinco estrelas menores, em grupo de duas e de três, representam os cinco filhos  dos astronautas Anton Shkaplerov, dois, e Scott Tingle, três. Os nomes e as bandeiras nacionais dos tripulantes estão na borda dourada exterior e, no anel horizontal central, o nome da espaçonave.

## Lançamento e acoplagem
A nave foi lançada do Cosmódromo de Baikonur às 07:21 UTC de 17 de dezembro de 2017, acoplando-se ao módulo Rassvet da ISS dois dias depois, às 08:39 UTC de 19 de dezembro, permanecendo nesta posição durante toda a missão para servir como nave de escape em caso de emergência. Com a chegada da tripulação, a Expedição 54 passou a ter seis integrantes.

## Desacoplagem e pouso
Após cinco meses e meio em órbita, a MS-07 desatracou da ISS dia 3 de junho de 2018 às 09:16 UTC, deorbitando e reentrando na atmosfera, pousando nas estepes do Casaquistão às 12:39 UTC (18:39 hora local).

## Galeria

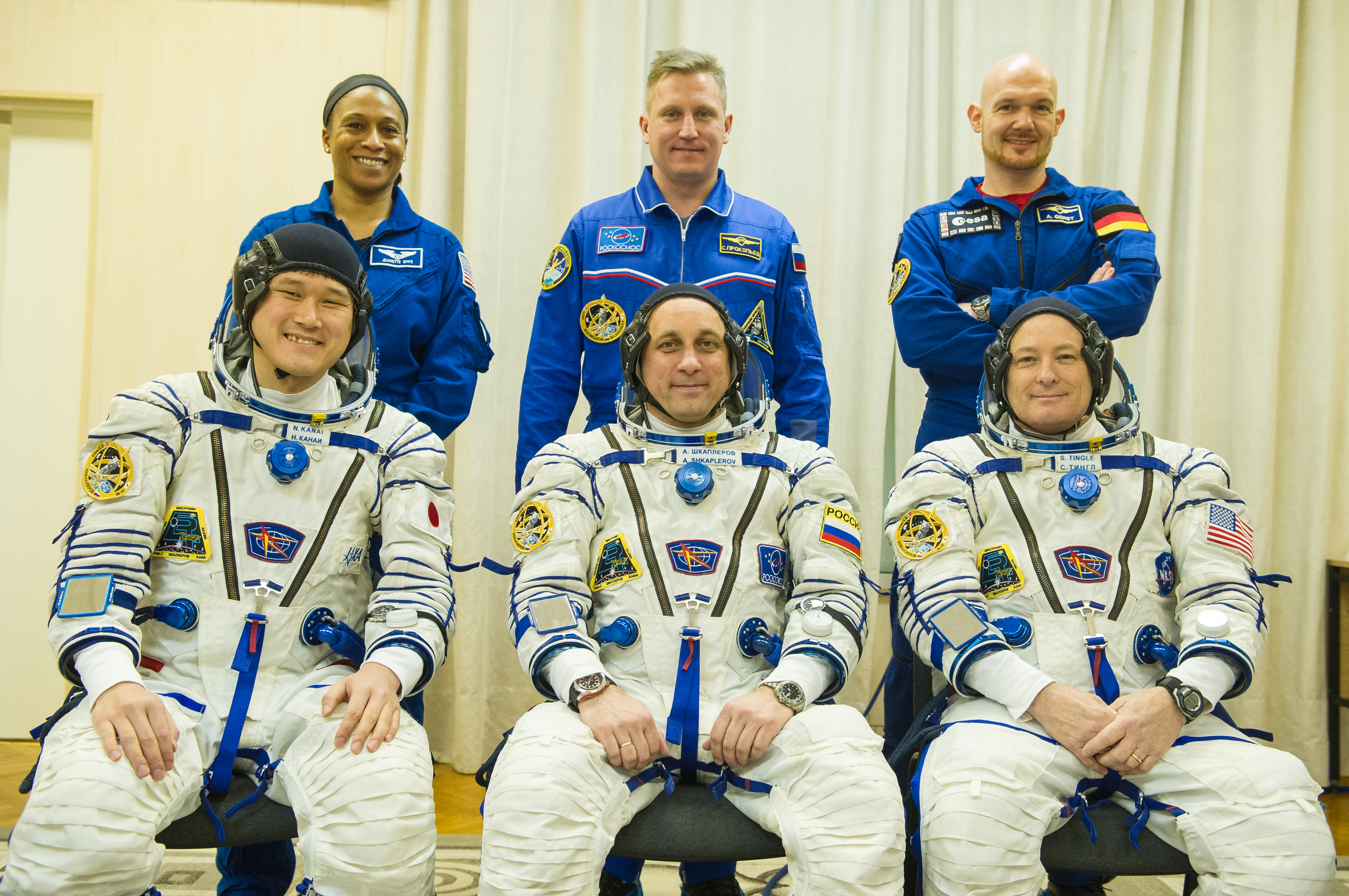
A tripulação com seus reservas em Baikonur.
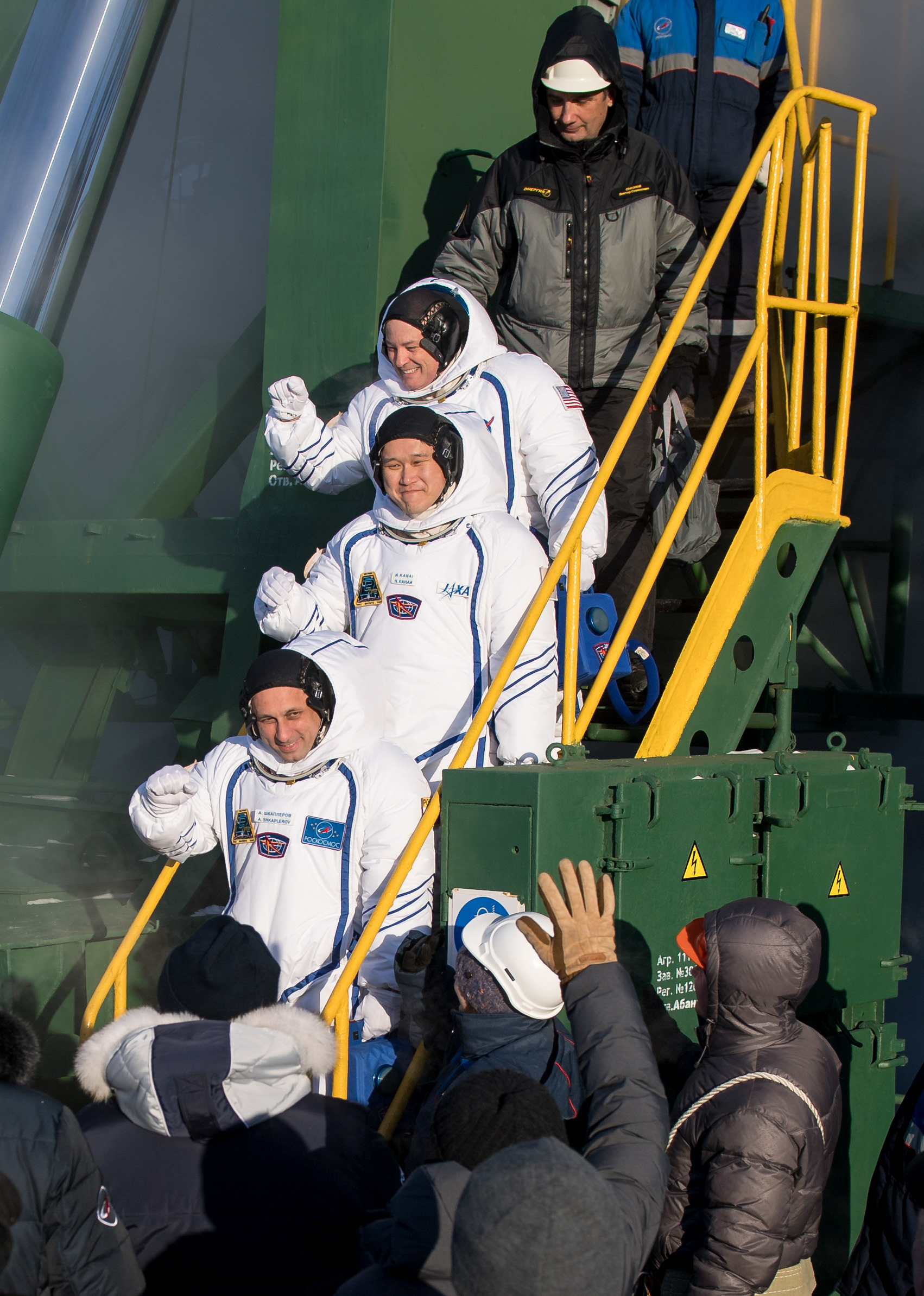
A despedida da tripulação na base de lançamento.
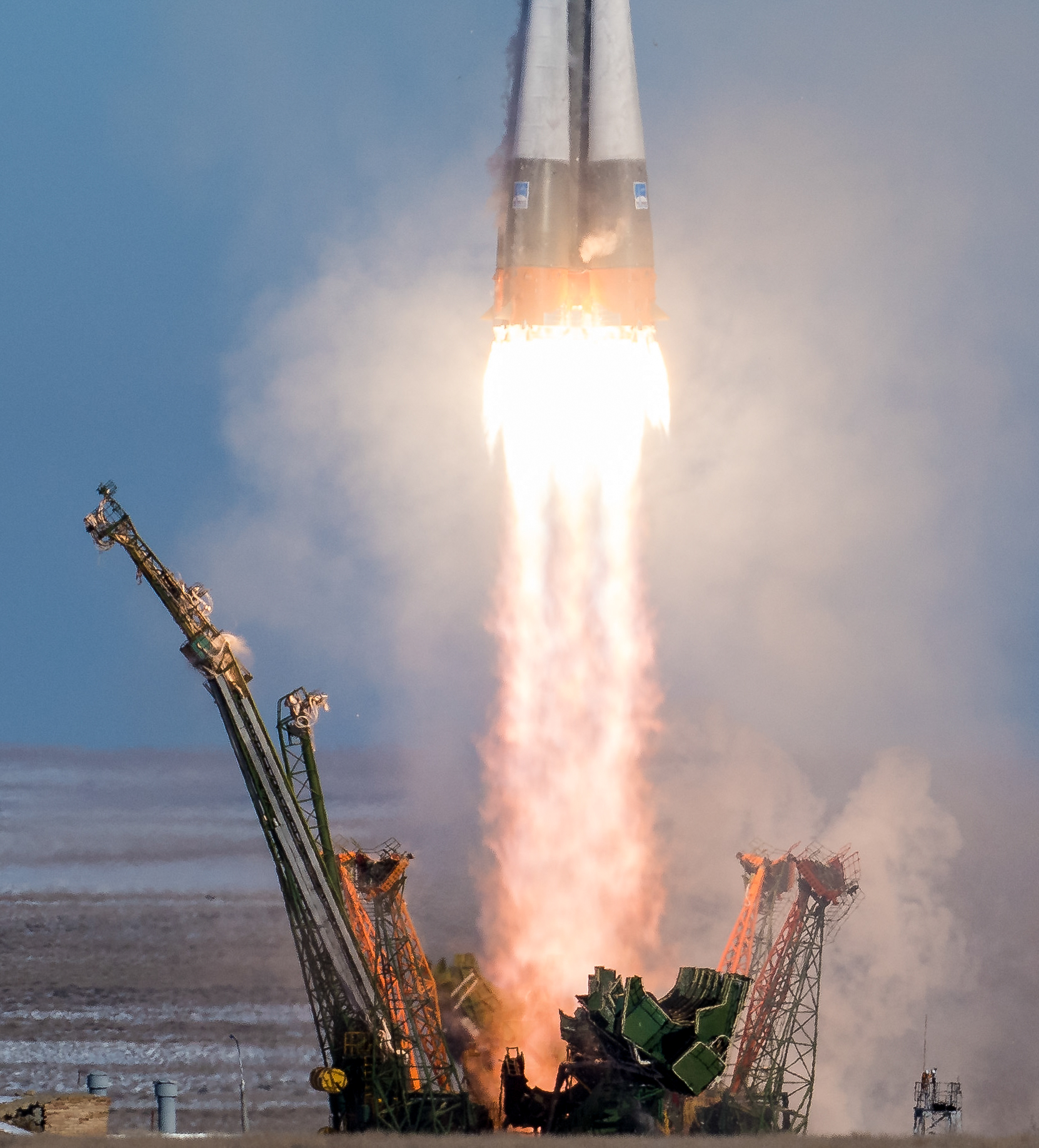
Lançamento em Baikonur.
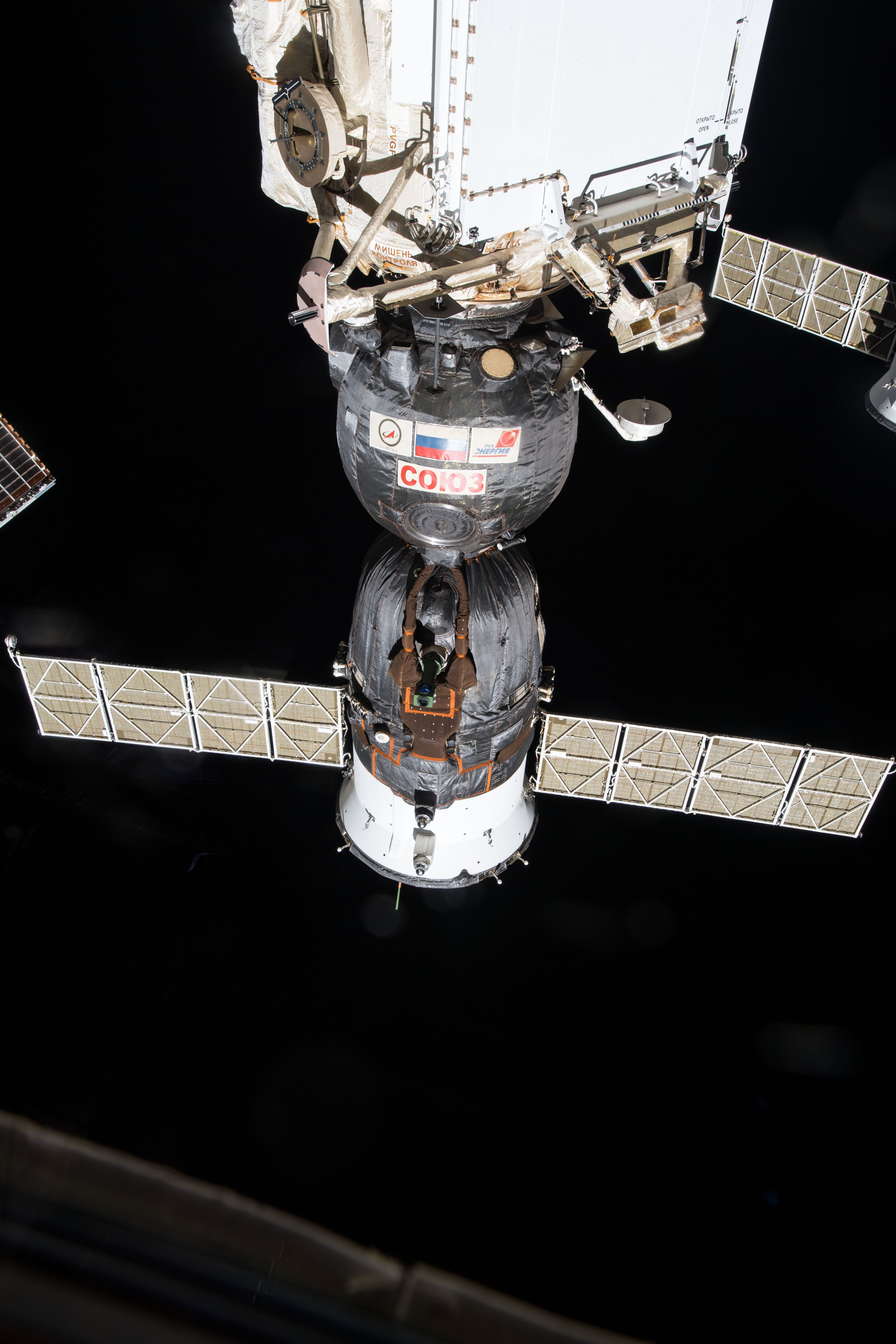
A Soyuz MS-07 acoplada no módulo Rassvet da ISS.
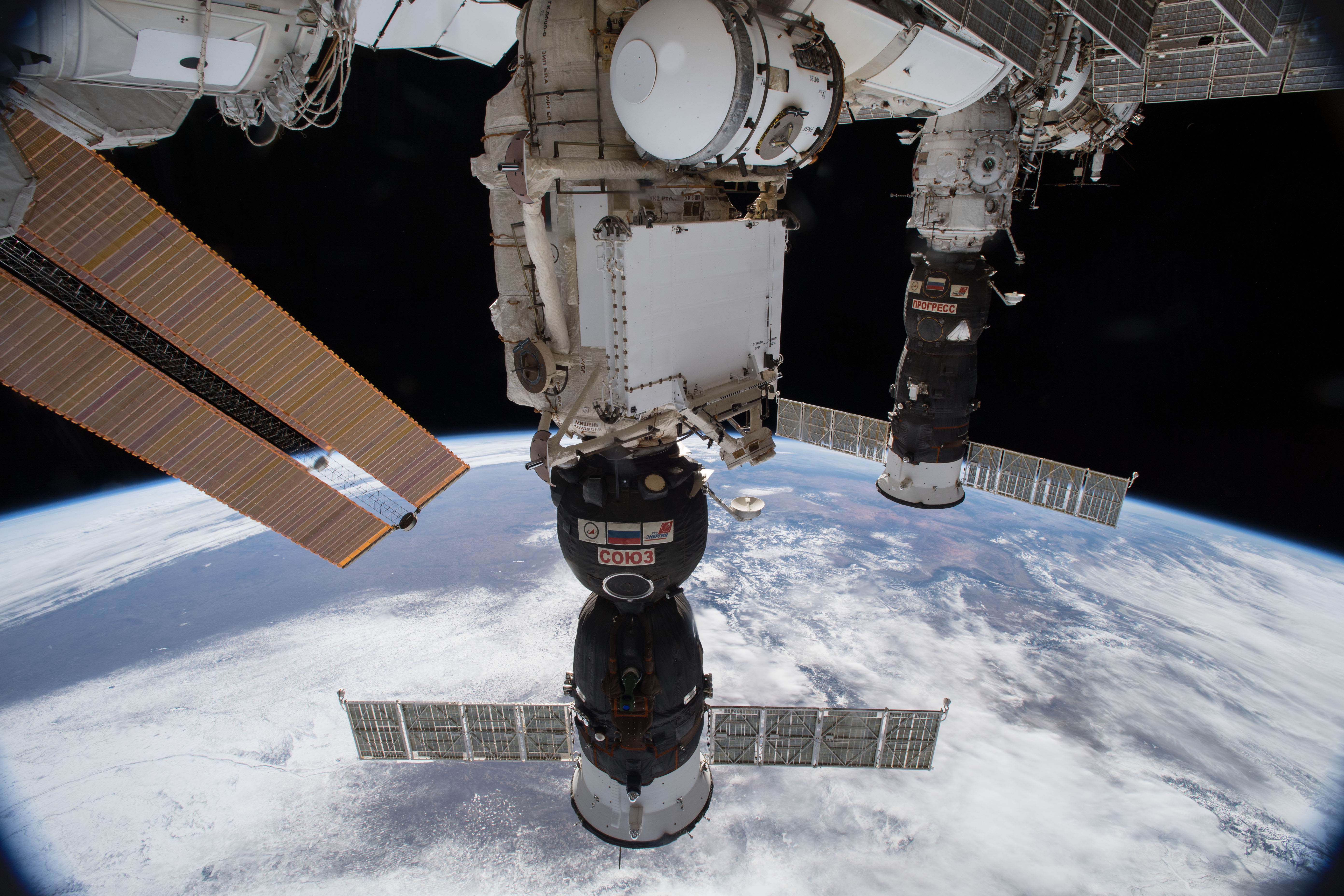
A MS-07 e a nave não-tripulada Progress 68 acopladas lado a lado.
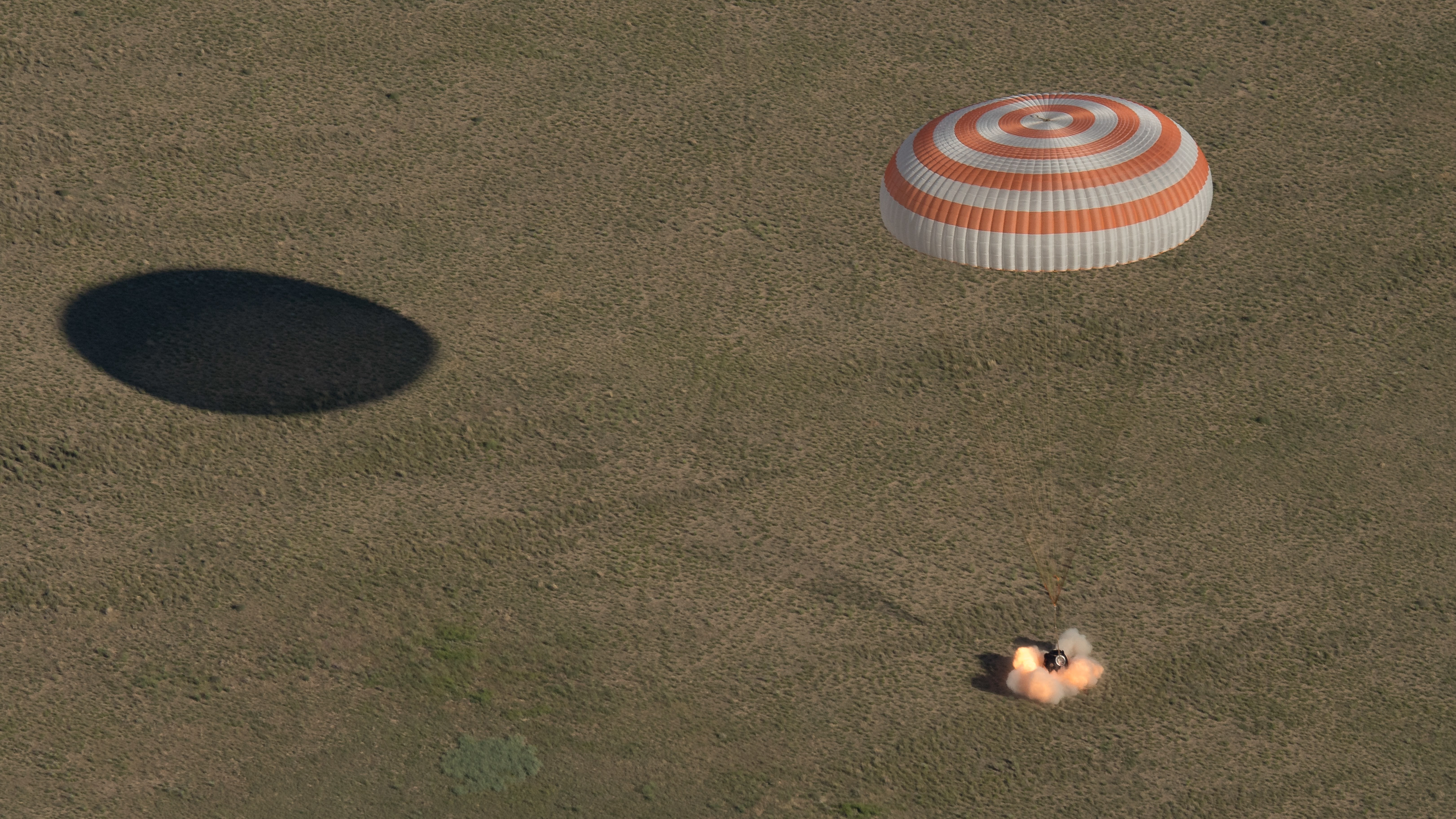
Soyuz MS-07 pousando.